# Dawg (film)
Dawg is een in 2002 uitgebrachte Amerikaanse dramedy, geregisseerd door Victoria Hochberg. De hoofdrollen worden gespeeld door Denis Leary en Elizabeth Hurley.

## Samenvatting
Douglas "Dawg" Munford is de ultieme rokkenjager: hij is egoïstisch, onbeschoft en totaal onverschillig wat een vrouw denkt nadat ze seks heeft gehad. Hij komt te laat voor de begrafenis van zijn grootmoeder, maar ontdekt dat ze hem een miljoen dollar heeft nagelaten, op één voorwaarde.
Zoals uitgelegd door executeur-testamentair Anna Lockhart, moet Douglas contact opnemen met ten minste een dozijn van de tientallen vrouwen die hij tijdens zijn leven heeft verleid en achtergelaten en om hun vergiffenis smeken. Met tegenzin begint Dawg aan zijn odyssee die hem en Anna naar locaties in heel Californië brengt. Later valt hij voor Anna.

## Cast
- Denis Leary - Douglas "Dawg" Munford
- Elizabeth Hurley - Anna Lockhart
- Nicole Robinson - Megan Riley
- Mia Cotte - Kiana Mortenson
- Julia Murphy - Holly
- Elizabeth Rossa - Jill
- Alice Amter - Donna
- Annie Sorell - Sherri
- Alicia Lorén - Stephanie
- Vanessa Bell Calloway - Christine Hodges
- Elaine Hendrix - Angel
- Steffani Brass - Lindsay Anne Wickman
- Jackie Tohn - Eric Koyle
- Alex Borstein - Darcy Smits